# Institut de formation aux affaires et à la gestion
 (avril 2025).
Motif : page déjà supprimée en 2017, voir Discussion:Institut de formation aux affaires et à la gestion/Admissibilité.
- Archive Wikiwix
- Bing
- Cairn
- DuckDuckGo
- E. Universalis
- Gallica
- Google
- G. Books
- G. News
- G. Scholar
- Persée
- Qwant
- (zh) Baidu
- (ru) Yandex

| 1. | Préciser le motif de la pose du bandeau. | Précisez le motif de la pose du bandeau en utilisant la syntaxe suivante : {{admissibilité à vérifier\|date=juin 2025\|motif=remplacez ce texte par le motif}}                                                          |
| 2. | Informer les utilisateurs concernés.     | Pensez à avertir le créateur de l'article, par exemple, en insérant le code ci-dessous sur sa page de discussion : {{subst:avertissement admissibilité à vérifier\|Institut de formation aux affaires et à la gestion}} |

L'Institut de formation aux affaires et à la gestion (IFAG) est un établissement privé d'enseignement supérieur français ayant une activité d'école de management, et présent sur 27 campus.

## Présentation
L’IFAG est une école de management créée en 1968 et proposant des formations dans les domaines du commerce et des ressources humaines, de Bac à Bac+5, en initial et en alternance. L'IFAG est l'une des 14 grandes écoles et centres de formation d’apprentis membres du réseau Compétences et Développement (C&D).
En 2015, l'IFAG ouvre ses incubateurs à l'ensemble des porteurs de projet.
En 2020, l'école est nommé dans le Top 10 des formations à l’entrepreneuriat en France par Dynamique Entrepreneuriale.
L'IFAG apparaît dans le classement "Best School Experience – Happiness Barometer 2025" de Speak & Act dans la catégorie des meilleures écoles de management et spécialisées.

## Campus
L'IFAG ouvre à Paris en 1968.
En 1991, ouverture d'un campus à Auxerre.
Depuis l'ouverture en 2004, l'IFAG est présent sur le campus René Cassin à Lyon,,,.
En 2012, l'école ouvre quatre campus à Nantes, Bordeaux, Lille et Amiens. Puis, en 2016, cinq autres campus à Saint-Denis de La Réunion, Laval, Chartres, Charleville-Mézières, et Brest.
En 2014, l'antenne de Montluçon emménage dans de nouveaux locaux plus grands.
En 2018, l'IFAG Nantes intègre le nouveau campus HEP.
En 2019, l'école s'installe à Mulhouse,, à Rennes en 2020, à Toulon et Montpellier en 2021, ainsi qu'à Angers en 2022.
En 2020, l'IFAG Toulouse déménage sur un nouveau campus mutualisé HEP.
En 2024, ouverture de nouveaux campus au Mans, et à Amiens.
En 2025, l'IFAG Paris déménage sur le nouveau campus Compétences et Développement de Courbevoie, près de la Défense. Ce nouveau campus regroupe l'ensemble des écoles parisienne du réseau répartie précédemment sur différents sites.
L'école est également présente à Nîmes.

## Formations
L'IFAG propose plusieurs programmes menant à l'obtention des diplômes suivants, :
Bac+2 :
- BTS Conseil et commercialisation de solutions techniques,
- BTS Gestion de la PME,
- BTS Management Commercial Opérationnel.

Bac+3 :
- Bachelor Responsable d’Activité,
- Bachelor Responsable des Ressources Humaines.

Bac+5 :
- Mastère Manager Ressources Humaines,
- Mastère Manager de Business Unit.